# 三环类抗抑郁药

第一種上市的抗憂鬱藥物丙咪嗪，其化學結構有三個環

三環抗憂鬱劑（英語：Tricyclic antidepressants (TCA)）是一類以分子結構命名的藥物，主要用作抗憂鬱藥。TCA最早於1950年發現，於1950年代見於市場。帶有四个環的四環抗憂鬱劑（TeCA）與此類藥物密切相關。
醫生有時仍會開出TCA處方治療憂鬱症狀，不過這類藥物在世界上大部分地區都已被選擇性5-羥色胺再攝取抑制劑（SSRI）、5-羥色胺和去甲腎上腺素再攝取抑制劑（SNRI）及去甲腎上腺素再攝取抑制劑（NRI）替代。SSRI與TCA的不良反應強度相似。
阿米替林是現今使用最廣泛的TCA類藥物。